# Дадабаев, Абдурахман
Абдурахман Дадабаев — советский хозяйственный, государственный и политический деятель.

## Биография
Родился в 1931 году в Канибадаме. Член КПСС.
С 1956 года — на хозяйственной, общественной и политической работе. В 1956—1998 гг. — инженер по ППР, механик шахты Ленинабадского горнохимического комбината, инженер-методист высших технических курсов Ташкентского совнархоза, инженер, начальник отдела энергетики
и газификации, начальник Управления газификации, заместитель Министра коммунального хозяйства Таджикской ССР, заместитель
заведующего промышленно-транспортным отделом ЦК КП Таджикистана, первый заместитель председателя Душанбинского горисполкома, первый секретарь посольства СССР в Афганистане, заведующий промышленно-транспортным отделом ЦК КП Таджикистана, секретарь ЦК Компартии Таджикистана, председатель Таджикского республиканского совета профсоюзов, старший советник Президента Республики Таджикистан, президент Научно-промышленного союза Республики Таджикистан.
Избирался депутатом Верховного Совета Таджикской ССР 9-го и 10-го созывов, Верховного Совета СССР 11-го созыва. Делегат XXVII съезда КПСС.
Жил в Душанбе. Скончался 16 марта 2019.